# Stazione di Capannelle
Stazione di Capannelle vasútállomás Olaszországban, Róma településen.

## Vasútvonalak
Az állomást az alábbi vasútvonalak érintik:
- Róma–Cassino–Nápoly-vasútvonal

## Kapcsolódó állomások
A vasútállomáshoz az alábbi állomások vannak a legközelebb:
- Stazione di Roma Casilina
- Stazione di Roma Termini (Stazione di Roma Termini, FL4, FL6)
- Stazione di Ciampino (Stazione di Velletri, Stazione di Albano Laziale, Stazione di Frascati, Stazione di Cassino, FL4, FL6)